# Takehiro Irokawa
Takehiro Irokawa (jap. 色川 武大, Irokawa Takehiro; Schriftstellername: 阿佐田 哲也, Asada Tetsuya; * 28. März 1929 in Tokio; † 10. April 1989) war ein japanischer Schriftsteller.

## Leben
Irokawa war der Sohn eines mit 40 Jahren pensionierten Kapitäns, der eine Pension für Militärpersonen betrieb. Als Irokawa geboren wurde, war sein Vater bereits 44 Jahre alt und lebte ohne einer Arbeit nachzugehen von seiner Pension. Irokawa konnte sich mit Schulunterricht nicht anfreunden und fehlte bereits in der Grundschule häufig, um stattdessen Kinofilme zu sehen und das Variété (Yose) zu besuchen.
1943 wurde er zur Arbeit in einem Rüstungsbetrieb verpflichtet. Wegen seiner Mitwirkung an einer als subversiv eingestuften Zeitung wurde er nach dem Krieg der Schule verwiesen und verdiente seinen Lebensunterhalt mehrere Jahre als Schwarzmarkthändler, Kleinkrimineller und Glücksspieler. 
Ab Anfang der 1950er Jahre begann Irokawa unter verschiedenen Pseudonymen zu schreiben. 1961 erhielt er für Kuroi fu den Chūōkōron-Nachwuchspreis. Es folgten der Izumi-Kyōka-Literaturpreis (1977 für Ayashii raikyakubo), der Naoki-Preis (1978 für Rikon), der Kawabata-Yasunari-Literaturpreis (1982 für Hyaku) und der Yomiuri-Literaturpreis (1988 für Kyōjin nikki). Sein unter dem Pseudonym Tetsuya Asada veröffentlichter Roman Mājan hourouki wurde 1984 von Makoto Wada verfilmt.

## Werke
- Hyaku (百)
  - „Einhundert“, übersetzt von Detlef Foljanty, in: Eiko Saito (Hrsg.) „Erkundungen. 12 Erzähler aus Japan“, Berlin, Volk und Welt, S. 198–217